# Морозовка (Россошанский район)
Морозовка — село в Россошанском районе Воронежской области.
Административный центр Морозовского сельского поселения.

## История

### Версии возникновения села
Версия первая: первый дом в селе Морозовка появился на изгибе реки, в живописном месте. В этом доме жила тётка атамана разбойничьей шайки Павла Морозова. Через будущее село проходил тракт Ростов−Москва, по которому ездили чумаки на быках и лошадях за товарами. В одной из схваток между чумаками и шайкой погиб атаман. Тётка похоронила его в своём саду. Так как Морозова была из семьи богачей и имела право на земельные наделы, она завела себе крестьян из Харьковской губернии и поселилась над речкой. Село назвала в честь своего любимого племянника. После смерти Морозовой по наследству земля перешла брату Артёму Морозову, который жил в Воронеже, он был отъявленный картёжник. В один прекрасный вечер Морозов проиграл село польскому пану Харину. Харин воспользовался хорошим выигрышем и сразу с двумя братьями уехал в Морозовку.
Версия вторая: основана Морозовка в середине XVIII столетия казаками Острогожского слободского полка. Вначале это был небольшой хутор, насчитывавший в 1779 году всего 16 дворов. С 1804 года, то есть со времени сооружения церкви, казачий хутор стал селом. В 1900 году в Морозовке насчитывалось 376 дворов и 2391 человек населения.
Версия третья: Морозовка названа по фамилии первого жителя этих мест Константина Морозова, он был обыкновенным крестьянином. Поселился он вблизи речки «Чёрная Калитва» в 1750 году как свободный хлебопашец. Однако вскоре он и другие крестьяне, обосновавшиеся рядом, были закрепощены крупным землевладельцем Тевяшовым. В описании Калитвянского уезда 1779 года, отмечается: Морозовка имела 16 дворов и считалась владением Тевяшовых. Сохранились данные о ревизорской переписи, произведённой в селе в 1795 году. В ней отмечено, что этот населённый пункт принадлежит помещице Анне Васильевне Тевяшовой, а показания для ревизии давал атаман (староста села) её крепостной Иван Константинович Морозов — сын основателя села. Из документа 1829 года видно, что селом в то время владел помещик Харин, якобы село он не выигрывал, а досталась Морозовка или по материнской линии, или в качестве приданого жены.
Дальше история совпадает со всеми тремя версиями и подтверждается фактами и официальными документами.

### XIX век
В 1779 году это был небольшой хутор, всего 16 дворов. Со времени строительства церкви в 1804 году, хутор стал селом. В селе было волосное правление, школа, церковь, паровая мельница, 32 ветряные мельницы, несколько лавок и собирались каждый год по 2 ярмарки. Харин в основном разводил скот и свиней, наживал большие капиталы, Сын Харина был наследником с. Морозовка, жил больше в Харькове и Варшаве. Мясо, выращенное в селе Морозовка, поставлялось в город Харьков, где был свой консервный завод Николая Харина, примерно уже с 1890 года. В 1897 году в селе Морозовка проживало 2591 жителей. Морозовский помещик Н. Н. Харин владел имением в 6700 десятин земли, кирпичный завод, завод верховых лошадей. Лошадей покупали в Харькове, а большинство воровали и хитро прятали в заранее выкопанных погребах. (Один из таких погребов обнаружили на нынешней улице Пролетарская в 1989 году. В погребе с широким и пологим выходом обнаружили останки конских уздечек и подковы. Именно с времён правления пана Харина село прозвали «Конокрадским» И прозвище это звучит до сих пор.) Крестьяне села, многие годы враждовали с владельцем имения. В 1892 году на бывших временно обязанных помещика Харина числилось недоимок более чем на 30 тысяч рублей. Крестьяне села бунтовали против помещика летом 1899 года. Жалуясь министру юстиции, министр внутренних дел Горемыкину указывал на «беспорядки и буйства» морозовцев, которые сопровождались «насилием, битьем стёкол и разгром помещичьих строений».

### XX век
В 1905 году крестьяне несколько раз вступали в открытый бой с полицейскими и казаками, 27 мая 1917 года помещик Харин послал Воронежскому губернскому комиссару паническую телеграмму: «В моем имении, Острогожского уезда, в пяти верстах от станции Евстратовки, слободе Морозовке крестьяне самовольно забирают всю землю мне принадлежащую и предписывают арендаторам, а также желающим брать сенокосы… обращаться к ним, считая себя уже владельцами имения». Морозовский помещик не знал, что перед этим губернский комиссар в докладной записке министру внутренних дел о положении в Воронежской губернии уже сделал вывод, что «предотвратить захват если не всей, то большей части земли частных владельцев, едва ли окажется возможным». 15 июля 1917 года Морозовцы самовольно отняли у помещика всю землю. После победы Октябрьской революции в 1917 году, в начале 1918 года на основании постановления Совета народных Комиссаров РСФСР от 24.12.1917 года был образован Морозовский сельский Совет рабочих и крестьянских депутатов. Входил он в состав Евстратовской волости Острогожского уезда Воронежской губернии. В Морозовский сельский Совет вошли территории сел Морозовка и Богоносово, с центром в с. Морозовка. По данным переписи в 1926 году в с. Морозовка насчитывалось 535 дворов и 2676 жителей. В 1929 году в селе Морозовка Россошанского района был создан колхоз. Первоначально в колхоз вступали крестьяне-бедняки которые обобществляли скот (лошадей, быков). В 1929 году вступило в колхоз около 100 дворов, им принадлежало 1170 га земли. Колхозники обобществили 50 лошадей, 17 пар быков, 10 плугов, 36 борон, 8 сеялок, 4 веялки, 2 молотилки. На первом колхозном собрании председателем был избран Щерба Антон Михайлович. Имя колхозу было присвоено «Красный партизан» Многие крестьяне колебались, так как не знали преимуществ коллективного хозяйства. На помощь колхозу пришло государство. В 1930 году колхоз получил трактор «Фордзон» Организаторами колхоза были коммунисты, комсомольцы, и активисты. Организаторами и первыми вступающими в колхоз были: Мелешко Тимофей Михайлович, Водолазский Павел Федорович, Водолазский Иван Егорович, Шевцов Алексей Максимович, Белогорцев Степан Харитонович и др. В 1930 году на основании новой Конституции основная деятельность Советов была направлена на создание колхозов. Но коллективизация в селе проходила не совсем гладко, мешали кулаки. В мае 1931 года на собрании решили очистить от кулацкой нечисти. Было раскулачено 18 кулацких хозяйствв списки раскулаченных попала Белогорцева Евдокия Петровна, 1882 г.р., украинка, которая проживала в деревне Морозовка. В 1933 году государство выделило ещё 4 трактора колхозу. В 1935 году пахотной земли было уже 2271 га.
В 1939 году на основании Новой Конституции совет стал называться — Морозовский сельский Совет депутатов трудящихся. Все главные вопросы решались на сессиях. Для практической работы были созданы из числа депутатов исполнительные комитеты. С 01.07.1942 года по 15.01.1943 года территория сельсовета была оккупирована фашистскими захватчиками. В 1952 году в селе было 2 колхоза — имени «Калинина» и «Красный партизан». В 1958 году произошло объединение этих колхозов. Новое имя колхозу было присвоено колхоз имени Калинина. В 1965 году пахотной земли 5945 га. В 1959 году была построена мастерская, которая имела станки: токарно-винторезный, фрезерный, сверлильный, наждачно-обдирочный. В 1967 году 19 машин, из них 4 спецмашины и 2 легковые.

## Население
| 1859 | 1897  | 2010  |
| ---- | ----- | ----- |
| 2098 | ↗2388 | ↘1356 |

По данным переписи за 2011 год, в Морозовском поселении проживает 2261 человек

### Известные люди
- Домнич, Иван Нестерович — герой Гражданской войны.